# Programa Copernicus
Copernicus, és una iniciativa conjunta de l'Agència Espacial Europea i de la Comissió Europea, per dotar Europa d'una capacitat operacional i autònoma d'observació de la Terra. Va ser creat el 1998, aleshores amb el nom de Global Monitoring for Environment and Security (GMES), i va ser rebatejat amb el seu nom actual el desembre de 2012.
El seu objectiu és racionalitzar l'ús de les dades procedint de fonts múltiples per proporcionar quan es necessiti un accés autònom i independent a informacions relacionades amb el medi ambient i la seguretat. Es tracta d'agrupar totes les informacions obtingudes pels satèl·lits mediambientals, i les bases terrestres per proporcionar una visió global del «estat de salut» de la Terra. Les autoritats polítiques seran els primers a utilitzar Copernicus. El programa els ajudarà a preparar les legislacions nacionals, europees i internacionals sobre el medi ambient (inclòs el canvi de clima) i a supervisar la posada en pràctica d'aquesta legislació.
Copernicus es recolza en quatre pilars: el component espacial (observacions per satèl·lits i altres bases terrestres de la terra, l'atmosfera i els oceans), les mesures in-situ (dades terrestres i aerotransportades que recol·lecten xarxes d'informacions sobre els oceans, la superfície dels continents i l'atmosfera), l'harmonització i la normalització de les dades i els serveis per als usuaris.
Els serveis d'informació geoespacials proporcionats es poden agrupar en sis temes interactius: la terra, els oceans, el tractament d'emergències, l'atmosfera, la seguretat i el canvi climàtic. Els tres primers serveis relacionats amb la terra, els oceans i el tractament d'emergències i els dos últims de l'atmosfera i la seguretat van ser anunciats durant el GMES Forum a Lilla al setembre de 2008.
És la contribució de la Unió Europea al sistema global d'observació de la Terra GEOSS, Global Earth Observation System of Systems en col·laboració amb els Estats Units, Japó, Sud-àfrica.

## Missions espacials
El 3 d'abril de 2014 l'ESA va llançar el primer satèl·lit Sentinel per abastir les necessitats del programa GMES. El llançament del Sentinel 6A/Jason-CS està previst que sigui el novembre de 2020. Les missions Sentinel inclouen monitors d'imatges per radar i superespectrals terrestres, d'oceans i atmosfèrics. Les missions Sentinel tindran els següents objectius:
- Sentinel-1 forneix dades sobre el clima i imatges dia i nit per terra i oceà. El primer satèl·lit Sentinel-1 va ser llançat el 2014.[5]
- Sentinel-2 proporciona serveis d'imatges terrestres d'alta resolució òptica (per exemple imatges de la coberta vegetal, el sòl i l'aigua, vies navegables i les zones costaneres i informació per als serveis d'emergència. El primer satèl·lit Sentinel-2 estava programat per ser llançat el 2012 però finalment va ser llançat el 2015.
- Sentinel-3 proporciona serveis de monitors d'oceans i terreny global. El primer satèl·lit Sentinel-3 va ser llançat el 2014.
- Sentinel-4, serà embarcat com a càrrega útil juntament amb un satèl·lit de Meteosat de tercera generació, proporciona monitors de dades de condicions atmosfèriques. Serà llançat el 2017;
- Sentinel-5P, o Sentinel 5 Precursor, va ser llençat el 13 d'octubre del 2017 des del Cosmòdrom de Plessetsk.[7] El principal objectiu del S5P és proporcionar mesures de qualitat d'aire, Ozó i radiació ultraviolada.
- Sentinel-5 també proporciona dades de composició atmosfèrica. Hi haurà una sèrie de tres parells de satèl·lits. El llançament de la primera sèrie s'espera per al 2021 (SG-A) i el 2022 (SG-B). La segona sèrie es llançarà 7 anys després del llançament de la primera sèrie i la tercera uns 7 anys després del llançament de la segona sèrie.[8]
- Sentinel-6 manté la continuïtat de les missions d'altimetria oceànica d'alta precisió després de la fi del programa de satèl·lits Jason. Inclou dos satèl·lits idèntics, programats per ser llençats en 2020 i 2025.[9]

Abans que les missions Sentinel forníssin dades al GMES, nombroses missions espacials existents o en projecte van proporcionar dades útils per al sistema. Aquestes missions eren sovint anomenades GMES Contributing Missions (GCMs).
ERS: El European Remote Sensing Satellite ERS-1 (1991-2000) va ser el primer satèl·lit d'observació terrestre de l'ESA. L'ERS-2, llançat el 1995, recull dades relacionades a la temperatura superficial oceànica, els vents i la capa d'ozó atmosfèric.
ENVISAT: Llançat el 2002, l'Envisat és la nau d'observació terrestre més gran mai feta. Transporta instruments sofisticats de radar i òptics amb el Advanced Synthetic Aperture Radar (ASAR) i el Medium Resolution Imaging Spectrometer (MERIS). Realitza una observació i control continu de la terra, l'atmosfera, els oceans i les capes de gel. Els estats membres de l'ESA van votar per unanimitat a favor d'estendre la missió Envisat fins al 2013.
Earth Explorers: Earth Explorers són petites missions d'investigació dedicades a aspectes específics del medi ambient terrestre. Les missions Earth Explorer s'enfoquen en l'atmosfera, biosfera, hidrosfera, criosfera i l'interior de la Terra amb l'èmfasi general en aprendre més sobre les interaccions entre aquests components i l'impacte que l'activitat humana està tenint en els processos naturals de la Terra. Hi ha sis missions seleccionades per a la implementació:
- GOCE (Gravity Field and Steady-State Ocean Explorer), llançat el 17 de març de 2009
- SMOS (Soil Moisture and Ocean Salinity), llançat el 2 de novembre de 2009
- CryoSat-2 (mesurament del gruix de gel flotant), llançat el 8 d'abril de 2010.
- Swarm (mesures d'alta precisió i resolució de la intensitat i direcció del camp magnètic de la Terra), llançat el novembre de 2013
- ADM-Aeolus (Atmospheric Dynamics Mission), llançat l'agost de 2018
- EarthCARE (Earth Clouds, Aerosols and Radiation Explorer), llançat el 2108

MSG: la Segona Generació de Meteosat és una iniciativa entre l'ESA i EUMETSAT.
MetOp: MetOp és el primer satèl·lit dedicat europeu en l'òrbita polar per a la meteorologia operacional. MetOp és una sèrie de tres satèl·lits que es van llançar de forma seqüencial durant catorze anys a partir de l'octubre de 2006. La sèrie proporciona dades tant per la meteorologia operativa com estudis climàtics.
SPOT: SPOT (Satellite Pour l'Observation de la Terre) consta d'una sèrie de satèl·lits d'observació terrestre que proporcionen imatges d'alta resolució de la Terra. SPOT-4 i SPOT-5 inclouen sensors anomenats VEGETATION capaç de supervisar els ecosistemes continentals.
TerraSAR-X: TerraSAR-X és un satèl·lit d'observació de la Terra que proporciona informació topogràfica d'alta qualitat. Les dades del TerraSAR-X ofereixen un gran nombre d'aplicacions (p.e. mapes terrestres, mapes topogràfics, control de boscos, control de resposta d'emergències i ambiental)
COSMO-SkyMed: El Constellation of small Satellites for the Mediterranean basin Observation és un sistema d'observació de la Terra per satèl·lit, que tindrà quatre satèl·lits equipats amb sensors radars d'apertura sintètica (synthetic aperture radar o SAR). Les aplicacions inclouen l'anàlisi de risc sísmic, la vigilància dels desastres ambientals i cartografia agrícola.
DMC: El Disaster Monitoring Constellation (DMC) consta de cinc satèl·lits de teleobservació. La constel·lació proporciona imatges terrestres per a casos d'emergència de desastres en el marc del International Charter for Space and Major Disasters.
JASON-2: El satèl·lit JASON-2 proporciona mesuraments precisos de la topografia de la superfície oceànica, la velocitat del vent en la superfície i l'alçada de les onades, ja que aquest tipus de mesures és un requisit fonamental per a la GMES Marine Services the European Commission que ha inclòs aquest tipus de missió en la seva última comunicació sobre el futur GMES Space Component com a Sentinel 6
PLEIADES: La constel·lació de PLEIADES consisteix en dos satèl·lits proporcionant imatges d'alta resolució de la Terra.
Les dades proporcionades per les missions de satèl·lits no europeus (p.e. LANDSAT, GOSAT, RADARSAT-2) també pot ser utilitzades pel GMES.